# Ödestugu landskommun
Ödestugu landskommun var en tidigare kommun i Jönköpings län.

## Administrativ historik
När 1862 års kommunalförordningar trädde i kraft den 1 januari 1863 inrättades i Sverige cirka 2 400 landskommuner samt 89 städer och ett mindre antal köpingar.
Då inrättades i Ödestugu socken i Västra härad i Småland denna kommun.
Vid kommunreformen 1952 uppgick den i Tenhults landskommun. När denna 1971 upplöstes övergick denna del till Jönköpings kommun.

## Politik

### Mandatfördelning i Ödestugu landskommun 1942-1946
| 2 | 2 | 12 | 3 | 1 |

| 20 |

| 3 | 9 | 7 | 1 |

| 20 |